# Ann Pennington (modelo)
Ann Victoria Pennington (nacida el 3 de junio de 1950 en Seattle, Washington) es una modelo y actriz estadounidense. Fue   Playmate del mes para la revista Playboy para su número de marzo de 1976. Fue fotografiada por Pompeo Posar y Phillip Dixon.

## Biografía
Pennington es la hermana de la modelo Janice Pennington, y al igual que Janice, apareció como modelo en programas de juegos. Su trabajo más notable fue como regular en Card Sharks, pero también apareció como sustituta en la versión de 1976 presentada por Dennis James de El Precio Justo. Ella también apareció en anuncios y para las fotos que ilustran historias en la revista Cosmopolitan.
Pennington se casó con Shaun Cassidy, quién era ocho años más joven que ella, en diciembre de 1979. Tuvieron dos niños juntos, y se divorciaron en 1992.